# Ариана Адин
Ариана Адин (англ. Aryana Adin, настоящее имя Чон Джонс, англ. Chawn Jones; род. 18 августа 1988[…], Калифорния) — американская порноактриса, лауреатка премии Urban X Award.

## Биография
Родилась 18 августа 1988 года в Калифорнии. Дебютировала в порноиндустрии в 2009 году, в возрасте около 21 года. Снималась для таких студий, как Bang Productions, Anarchy, Black Ice, Brazzers Network, Elegant Angel, Jules Jordan Video, Reality Kings, Zero Tolerance Entertainment и других.
В 2018 году победила на Urban X Award в категории «лучшая задница». В 2019 году номинирована на Urban X Award в категориях «MILF-исполнительница», «самая красивая грудь» и «звезда соцсетей».
По данным на август 2019 года снялась в 64 фильмах, в том числе: «Пятница 13-е: Официальная пародия» (2010), «Расовая мотивация 4» (2012) и «Элитный клуб 2» (2012).

## Награды и номинации
Urban X Award:
- 2018 — Лучшая задница (победа)[5]
- 2019 — MILF-исполнительница (номинация)
- 2019 — Самая красивая грудь (номинация)
- 2019 — Социальная медиазвезда (номинация)